# تفجير حافلة بات يام 2013
تفجير حافلة بات يام 2013  هو تفجير حدث في 22 ديسمبر 2013 في حوالي الساعة 2:30 مساء، حين انفجرت عبوة ناسفة في حافلة عامة في تل أبيب ضواحي مدينة بات يام في إسرائيل.ولكن لم يقع قتلى؛ لأن قبل بضع دقائق رأى أحد الركاب حقيبة موضوعة اشتبه أنها بداخلها قنبلة، مما أدى لخروج جميع الركاب من الحافلة، أحدثت التفجير دمارًا كبيرًا في الحافلة.
في 2 يناير 2014، أعلن الشاباك الإسرائيلي أنه ألقى القبض على أربعة من حركة الجهاد الإسلامي الفلسطينية مُتهَمين في التفجير، بينهم ضابط شرطة تابع للسلطة الفلسطينية، يعد التفجير هو التفجير الأول في تل أبيب من تفجير حافلة تل أبيب 2012.